# Tatra T5
Tatra T5 је био тип трамваја, произведен од стране ЧКД Татра.

## Конструкција
Tatra T5 је једносмерни четвероосовински трамвај. Изгледом је другачији од других трамваја (Т1, Т2, Т3, Т4) који су израђени према концепцији PCC. Каросерија трамваја Т5 је метална.

## Прототип
1972. године је израђен први прототип трамваја Т5 (г.б 8000). Од јануара 1973. до марта 1974. године је испробаван у Прагу, где је био прошао 43 000 km. У септембру 1974. године је трамвај послат у Мост, Чешка, где је испробаван две године (једну годину и са путницима). По повратку у ЧКД, трамвај је добио тиристоре TV1. 1984. године је опет промењена електрична опрема. Возило је служило као пробно за трамваје Т6А2 и приколице B6А2.

## Варијанте
Трамваји Т5 су се појавиле у још три варијанте:
- Tatra T5A5, произведен 1981. године (само прототип), мање модификације.

- Tatra T5B6, произведени 1976. године (само два прототипа), каросерија ширине 2 600 mm.

- Tatra T5C5, прозведено 1978—1984. (322 трамваја за Будимпешту) могуће двосмерне композиције.